# 卡文主教座堂
圣博德圣费利姆主教座堂（The Cathedral of Saint Patrick and Saint Felim）又名卡文主教座堂（Cavan Cathedral）是天主教基尔莫尔教区的主教座堂，位于爱尔兰卡文。

## 历史
1152年，枢机主教乔瓦尼·帕帕罗尼在凯尔斯会议上正式成立基尔莫尔教区。1454年，尼各老五世批准以基尔莫尔的古老教堂（由圣费利姆于六世纪创建）作为基尔莫尔教区的主教座堂。重建后，在爱尔兰语中称为An Chill Mhór（意为“伟大的教堂”），英语化称为基尔莫尔（Kilmore），教区由此得名，并一直沿用至今。宗教改革期间，罗马天主教失去对主教座堂和教区所有财产的控制权，移交给爱尔兰圣公会。1860年，新的圣公会座堂建成后，老座堂成为爱尔兰圣公会的会议厅。
大约300年中，罗马天主教教区没有主教座堂。1862年，卡万堂区教堂扩建，成为詹姆斯·布朗主教领导下的教区新主教座堂。1938年，开始建造现在的主教座堂，1942年在帕特里克·里昂主教的领导下完工。W·H·伯恩父子公司的拉尔夫·伯恩是新主教座堂的建筑师。对于爱尔兰教堂来说，平面布局相当不正统。教堂由约翰·西斯克父子公司（John Sisk&Son）用白色花岗岩精心建造，总造价为20.9万英镑。教堂的外部是古典主义柱廊，柱顶是一座塔楼。主教座堂于1942年献给圣博德圣费利姆，并于1947年祝圣。

## 建筑
堂内有乔治·科利的花窗玻璃。1994年，又增添了哈里·克拉克工作室的六扇花窗玻璃。

## 评论
主教座堂的设计没有受到评论家的好评。“这座主教座堂是拉尔夫·伯恩（Ralph Byrne）设计的令人失望的假文艺复兴建筑。”